# في زماني: مذكرات شخصية وسياسية
في زماني: مذكرات شخصية وسياسية هي مذكرات كتبها نائب رئيس الولايات المتحدة السابق ديك تشيني مع ليز تشيني. صدر الكتاب في 30 أغسطس 2011، ويلخص روايات تشيني عن أحداث 11 سبتمبر، والحرب على الإرهاب، والحرب في أفغانستان عام 2001، والفترة التي سبقت حرب العراق عام 2003، وأساليب الاستجواب المعززة وأحداث أخرى.
وفقا لبارتون جلمان، مؤلف كتاب الصياد: تشيني نائب الرئيس، فإن كتاب تشيني يختلف عن السجلات المتاحة للجمهور حول التفاصيل المحيطة ببرنامج المراقبة التابع لوكالة الأمن القومي. يناقش تشيني تعاملاته الجيدة والسيئة مع أقرانه خلال رئاسة جورج دبليو بوش.
وعند صدور الكتاب، نقل عنه العديد من الأشخاص، مثل وزيري الخارجية كولن باول وكونداليزا رايز والسيناتور الأمريكي جون ماكين، أن تشيني لم يسرد بدقة محادثاتهم واجتماعاتهم الخاصة.

## روابط خارجية
الكتاب مترجم إلى العربية على موقع الأرشيف.